# Gastronomia de Corea
La gastronomia coreana té origen en els antics camperols i en les tradicions nòmades en la península coreana i el sud de Manxúria, i ha canviat a través d'interaccions complexes entre l'entorn i les diferents tendències culturals. Està principalment basada en arròs, vegetals i carn. Les menges coreanes tradicionals són conegudes per la gran varietat de guarnicions (반찬; banchan) que acompanyen l'arròs de gra petit, cuit al vapor. Els ingredients més utilitzats són oli de sèsam, doenjang (pasta de mongetes fermentada), salsa de soja, sal, all, gingebre, pebre, gochujang (pasta de xili vermell fermentada) i col xinesa. El kimchi és un acompanyament que se serveix gairebé en tots els àpats, mentre que la seva preparació tradicional, el kimjang, ha estat inclosa en la llista del Patrimoni Cultural Immaterial de la Humanitat.
Els ingredients i plats varien per província. Moltes receptes regionals han esdevingut plats de consum nacional, o s'han escampat per altres regions amb diferents variacions. Els àpats són regulats per l'etiqueta cultural de Corea.

## Ingredients

### Cereals
Els cereals ha estat la matèria primera més important en la dieta coreana. Els primers mites de la fundació de diversos regnes a Corea estan basats en els cereals. Durant l'era premoderna, cereals com l'ordi i el mill eren la principal matèria primera, complementats amb blat, sorgo, i fajol. Abans de la introducció de l'arròs, que no és un cultiu natiu de Corea, el mill era el cereal més emprat. L'arròs va convertir-se en la principal producció de cereal durant el període dels Tres Regnes de Corea, particularment en els de Silla i Paekche. L'arròs era una important mercaderia a Silla i s'utilitzava per a pagar impostos. La paraula coreana sino (impost) s'escriu amb un caràcter compost, integrat pel caràcter de la planta d'arròs.
Com que l'arròs era tan car quan va arribar per primera vegada a Corea, el gra es barrejava amb altres grans per a fer-lo durar més. Com a herència d'aquesta pràctica; trobem el boribap (arròs amb ordi) o el kongbap (arròs amb fesols). L'arròs blanc sense segó, ha estat la forma preferida des de la seva introducció en la gastronomia local. El mètode tradicional per a preparar l'arròs ha estat cuinar-lo en un calderó de ferro colat anomenada sot (솥). Aquesta manera de cuinar l'arròs data del període Goryeo i, en l'actualitat, segueix emprant-se tal com es feia servir segles enrere. Emperò, els coreans que viuen a ciutat o en cases petites, acostumen a tenir una vaporera d'arròs.
L'arròs és utilitzat per a preparar una àmplia varietat de plats, a més del tradicional bol d'arròs blanc. Amb farina d'arròs es preparen els pastissos anomenats tteok, en prop de dues-centes varietats. També és comú preparar unes farinetes d'arròs, que es barregen amb altres cereals, carns o marisc. Els coreans també produeixen certs vins d'arròs. El misu és una beguda extreta de la barreja de mitja dotzena llarga de cereals i és indicat per l'esmorzar, per l'alt valor nutricional.

### Llegums

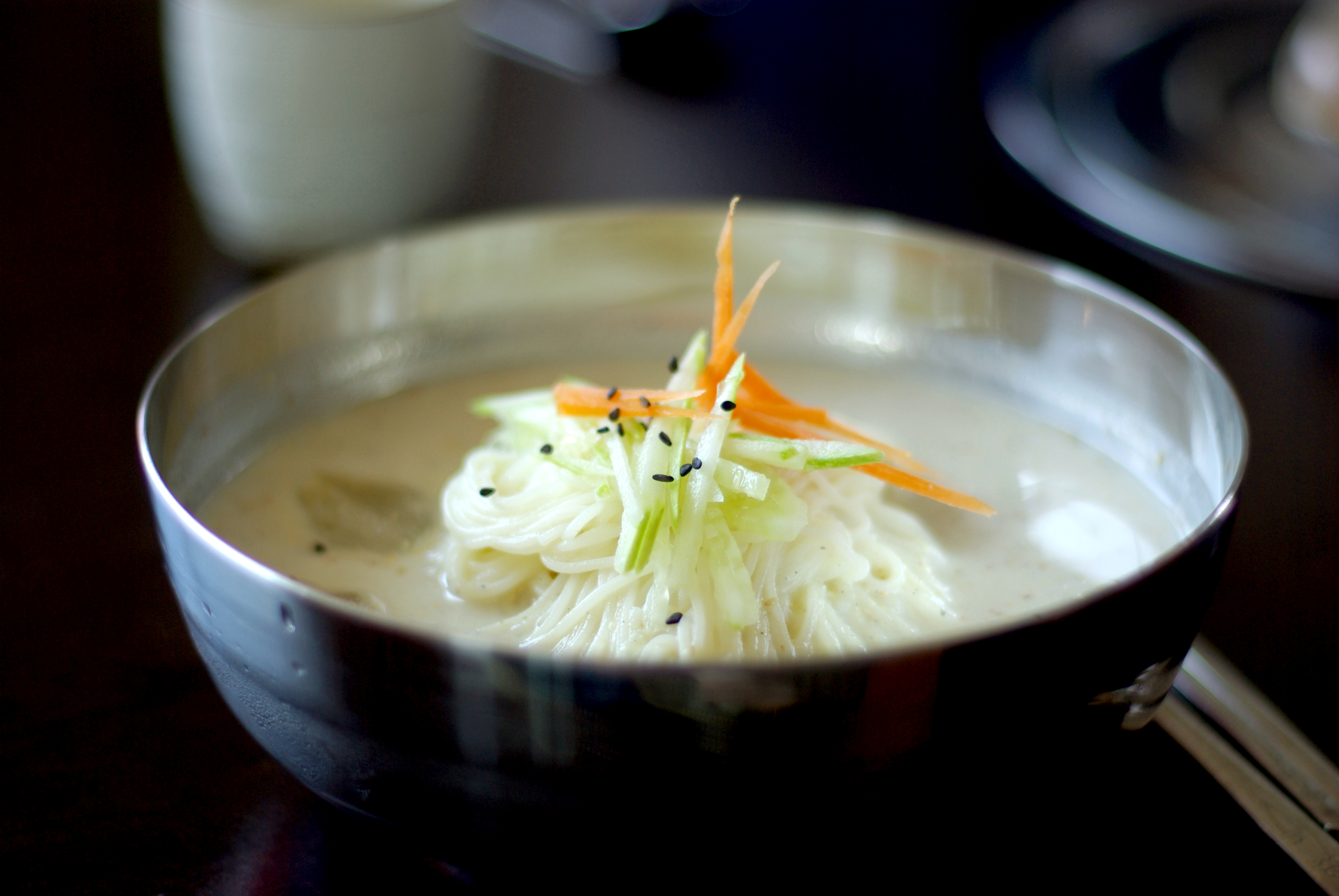
Kongguksu, sopa freda de fideus amb brou de soja.

Els llegums han estat importants cultius en la història de Corea, tal com demostren les restes trobades en llocs arqueològics de Corea. L'excavació d'Okbang, a Jinju, indica que la soja va ser conreada com a collita alimentària al voltant de 1000-900 a. C. Amb la soja es pot fer tofu (dubu), els brots es poden saltar amb altres verdures (kongnamul), o es pot condimentar i servir com a guarnició. També en deriva la llet de soja, que es pot beure o emprar com a ingredient en receptes deiverses, com ara als fideus anomenats kongguksu. Un altre derivat n'és el kongbiji, que és usat per a espessir estofats i farinetes de civada. Amb la soja es pot preparar el kongbap, bullint conjuntament amb diferents tipus de llegums i cereals. També és l'ingredient principal en la producció de condiments fermentats, que col·lectivament són coneguts com jang.

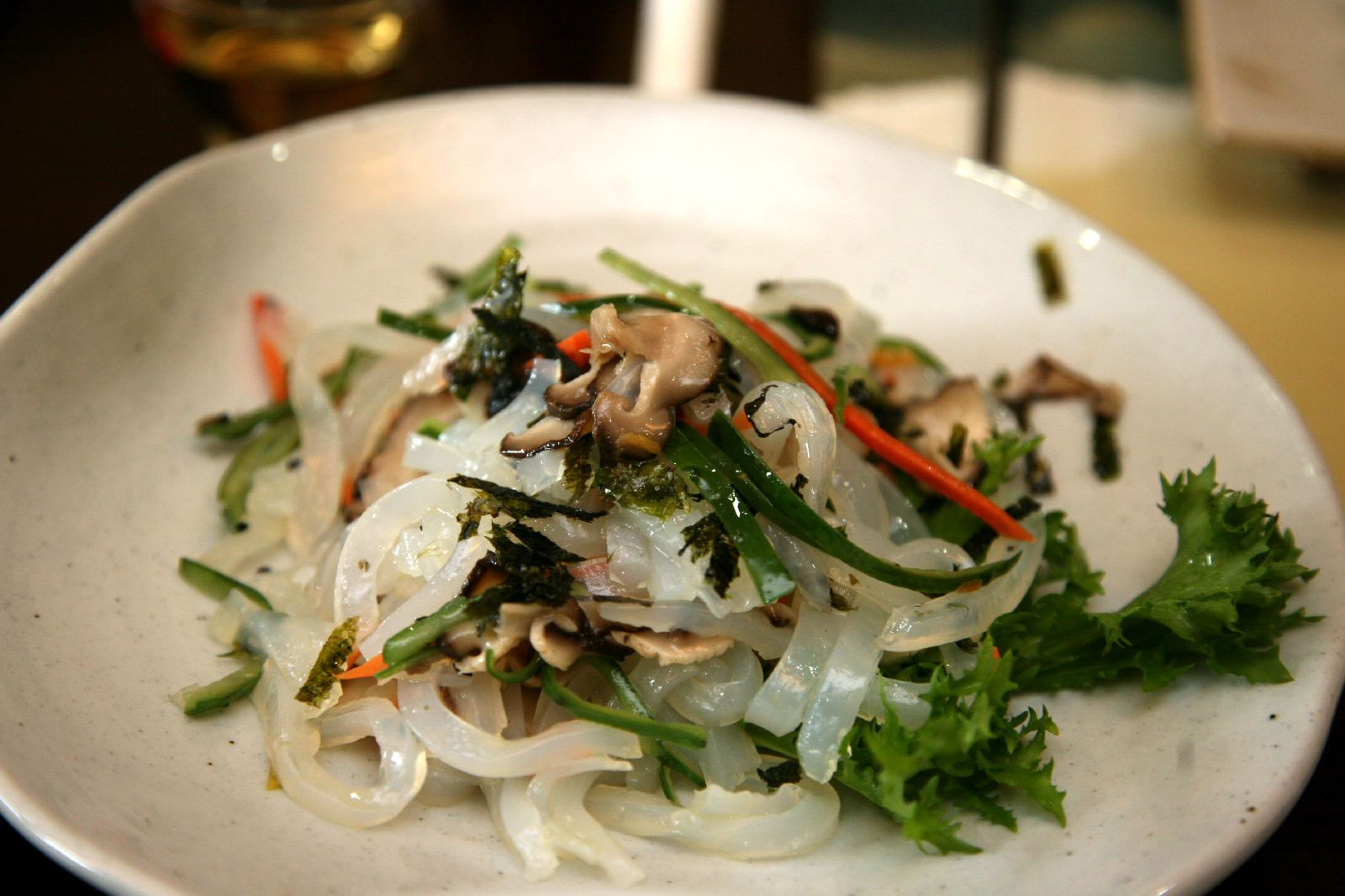
Tangpyeongchae, una recepta preparada amb verdures i nokdumuk (gelatina de mongeta mung i midó).

La mongeta mung és molt usada en la gastronomia coreana, on s'anomena nokdu (녹두, literalment “mongeta verda”). Els brots de mung, anomenats sukju namul, són servits com a guarnicions, saltats amb oli de sèsam, picada d'all i sal. També és usada per a preparar unes farinetes de civada anomenades nokdujuk, que és consumit com a suplement alimentari i en tractaments contra trastorns digestius. Els bindaetteok són uns pancakes, la massa dels quals està feta amb mongeta mung i brots frescos. El midó extret d'aquest llegum és utilitzat per a fer uns fideus transparents anomenats dangmyeon. Els fideus són el principal ingredient per al japchae i pel sundae, o simplement es poden afegir a sopes i estofats. Aquest midó també pot ser utilitzat com a espessidor, amb el què cuinar nokdumuk o hwangpomuk. Els muk són poc saborosos i han de servir-se assaonats amb salsa de soja, oli de sèsam, algues esmicolades o altres condiments, com el tangpyeongchae.
El cultiu de les mongetes azuki data també de temps antics, d'acord amb les troballes de l'excavació d'Odongri, a Hamgyong —que s'assumeix correspon del període Mumun (aproximadament 1500-300 a.C.). Les mongetes azuki són generalment consumides al patbap, que és un bol d'arròs barrejat amb altres llegums, o com a farciment o cobertura dels tteok (pastissos d'arròs) i pans. Anmb azuki i civada es prepara el patjuk, unes farinetes que es consumeixen habitualment a l'hivern. Durant el Dongjinal, una celebració tradicional coreana que té lloc el 22 de desembre, es menja donji patjuk. En les tradicions antigues coreanes, es creia que el patjuk tenia el poder d'allunyar els esperits malvats.

### Verdures
La gastronomia coreana utilitza una àmplia varietat de verdures, que poden ser servides sense cuinar, en amanides o adobades, així com cuinades en guisats, saltats, a la graella, etc. Els vegetals utilitzats més sovint inclouen rave, col xinesa, cogombre, patata, moniato, espinacs, ceba tendra, all, bitxo, algues, carbassó, bolets i arrel de lotus.
Diversos tipus de la familia de les asteràcies, conegudes col·lectivament com chwinamul, formen plats populars. Un altre tipus de plantes silvestres com les fulles de falguera (gosari) o les arrels de la campaneta coreana (doraji) són també consumides en temporada. Les herbes medicinals, com ginseng, pipa (reishi), goji, Codonopsis pilosula i Angelica sinensis, són habitualment usades com a ingredients en cuinar. N'és un exemple el samgye-tang, un brou de pollastre i ginseng.

### Condiments

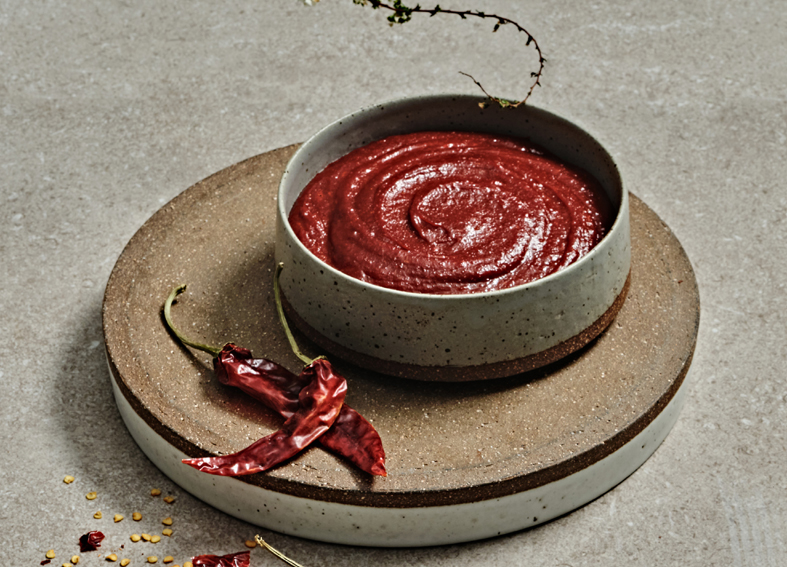
Gochujang.

Els condiments estan dividits en dues variants, fermentats i no fermentats. Els primers inclouen salsa de soja (ganjang), doenjang (una pasta feta de soja i salmorra), gochujang i vinagres. Els no fermentats (espècies) inclouen xili vermell, pebre negre, mostassa, all, ceba, gingebre, porro i cibulet.
El gochujang és un condiment fermentat saborós, dolç i picant. Està elaborat amb gochu-garu (pols de xili), arròs glutinós, meju (soja fermentada) en pols, yeotgireum (malta d'ordi en pols) i sal. La dolçor prové del midó de l'arròs, cultivat amb enzims sacarificants durant el procés de fermentació. Tradicionalment, es fermentava de manera natural durant anys en gerros d'onggi al pati de casa.

### Carns
En l'antiguitat, la majoria de la proteïna animal a Corea era obtinguda de la caça i la pesca. Documents antics indiquen que la ramaderia va començar a petita escala durant el període dels Tres Regnes. La carn era consumida rostida o en sopes o estofats. Aquelles persones que vivien a prop a la mar podien complementar la seva dieta amb peix i marisc.

#### Bou i vedella

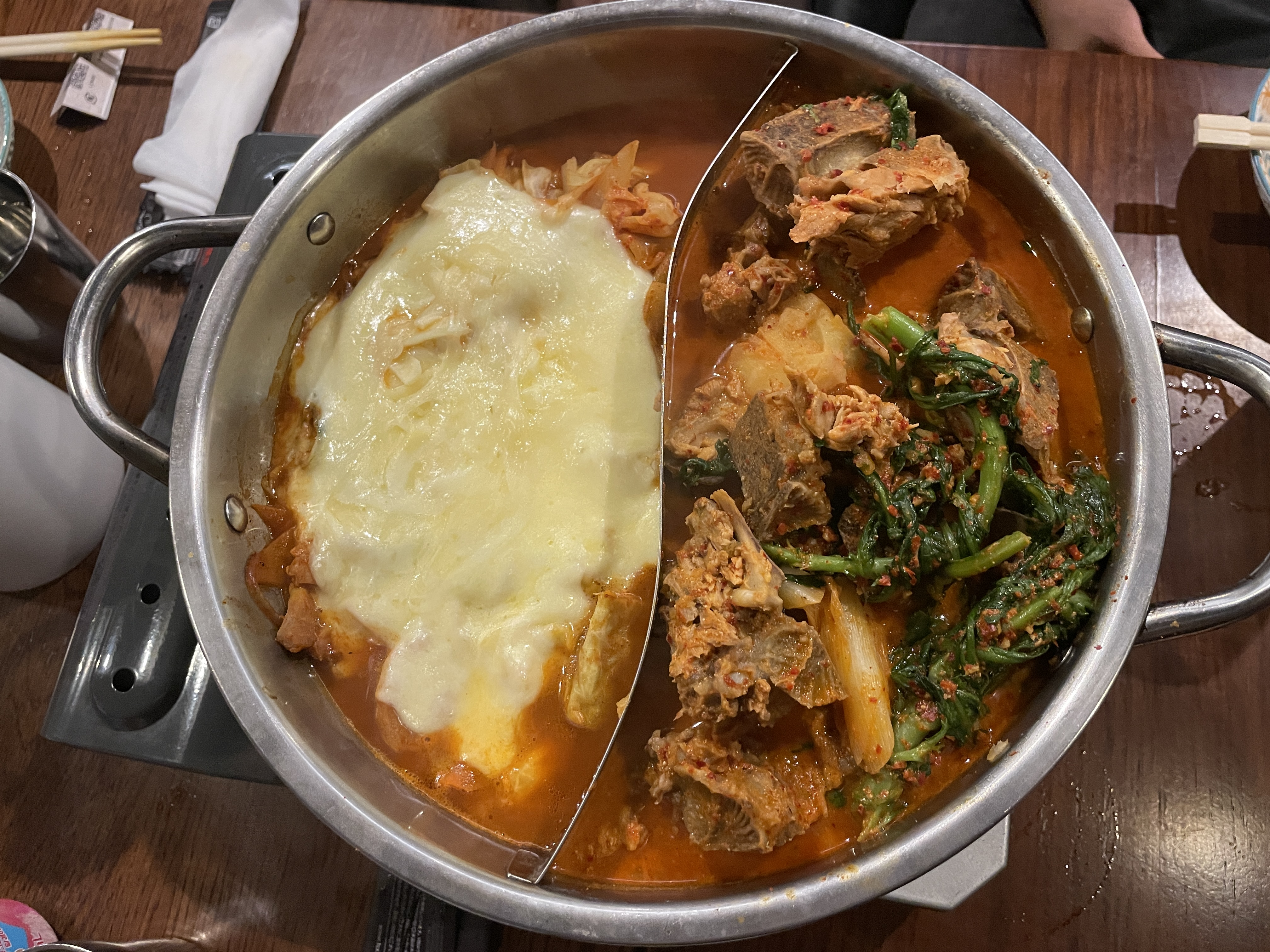
El yukgaejang és un estofat picant de vedella amb ceba tendra.

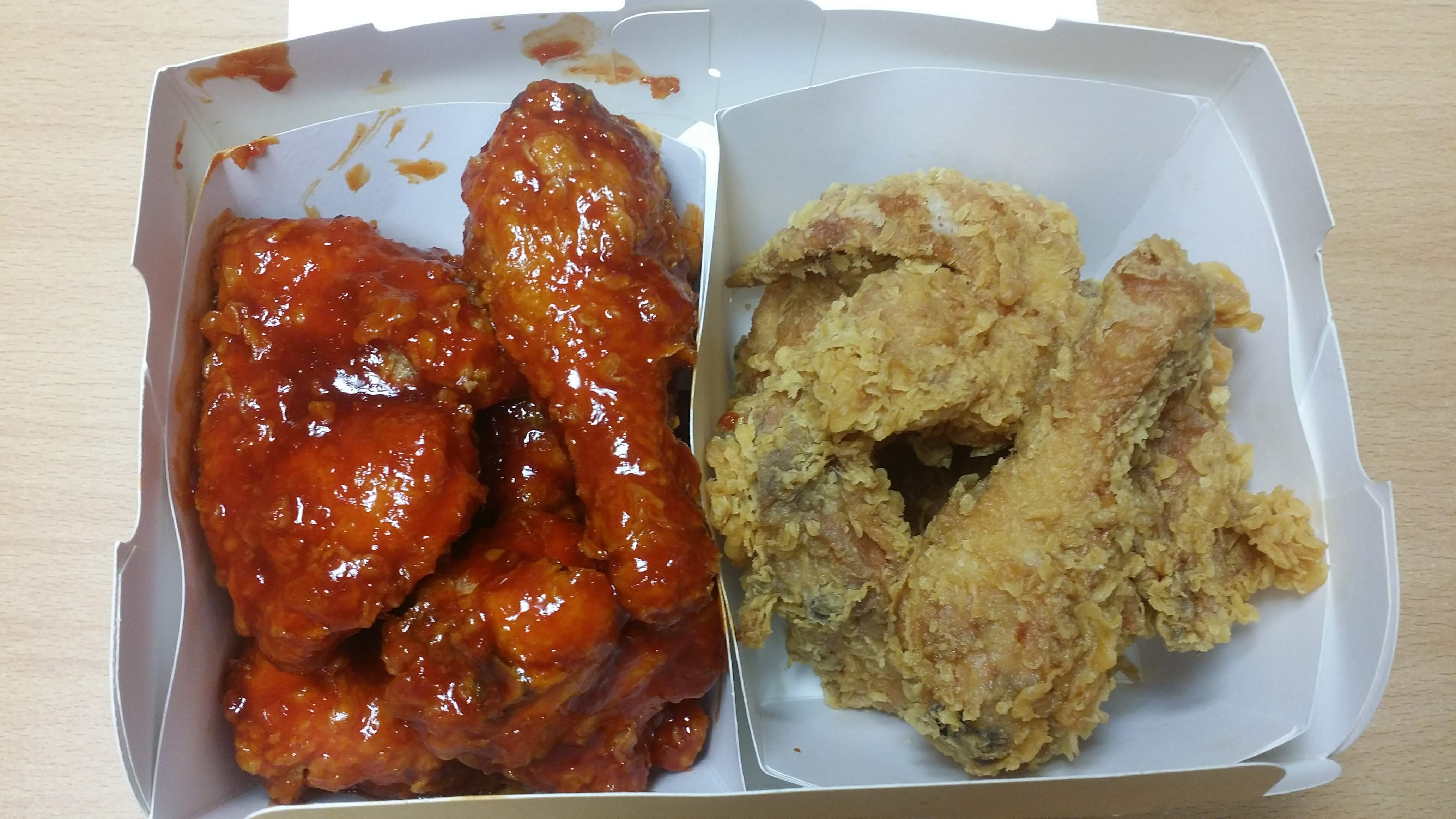
Pollastre picant i arrebossat d'una cadena de menjar ràpid.

La carn bovina és la més valorada i ocupa un rol cultural important a Corea. Avui dia, és preparada en diferents maneres, incloent rostida, a la graella (gui) o bullida en sopes. La carn també pot ser assecada per a fer-ne cecina (yukpo); mentre que la carn assecada es coneix com eopo.
Vaques i bous eren valuosos animals, a vegades considerats iguals als servents humans; inclús en alguns casos, com a membres de la família. Al bestiar se li va donar la seva pròpia festivitat durant el primer dia de les festes del Seollal, el cap d'any coreà. Malgrat tot, aquests eren principalment animals de càrrega i el seu consum era molt menor que el d'altres carns, com la de porc. Tant al període Gorye com als inicis de la dinastia Joseon, el consum de carn bovina va estar prohibit. No va ser fins al segle xx  que la carn de vedella es va fer regular a taula.

#### Pollastre
El pollastre ha tingut un paper important com a font de proteïna en la història de Corea, evidenciat per molts mites. Un d'ells parla del naixement de Kim Alji, fundador de la família Kim de Gyeongju, sent anunciat pel plor d'un pollastre blanc. El naixement d'un fundador d'algun clan sempre és anunciat per un animal amb habilitats prodigioses, aquest mite parla de la importància que el pollastre representa per a la cultura coreana.
El pollastre es menja normalment rostit, preparat en estofat amb vegetals o en sopa. Totes les parts del pollastre són utilitzades en la gastronomia coreana, incloent el pedrer, fetge i potes. Les cries de pollastre són cuites a foc lent amb gingebre i altres ingredients, en sopes medicinals (samgyetang) consumides en els mesos d'estiu, per a combatre la calor. Les potes dels pollastres, anomenades dakbal (닭발), són generalment rostides i cobertes amb una salsa picant feta amb gochujang i servides com a guarnició, s'acompanya amb begudes alcohòliques, especialment soju.

#### Porc

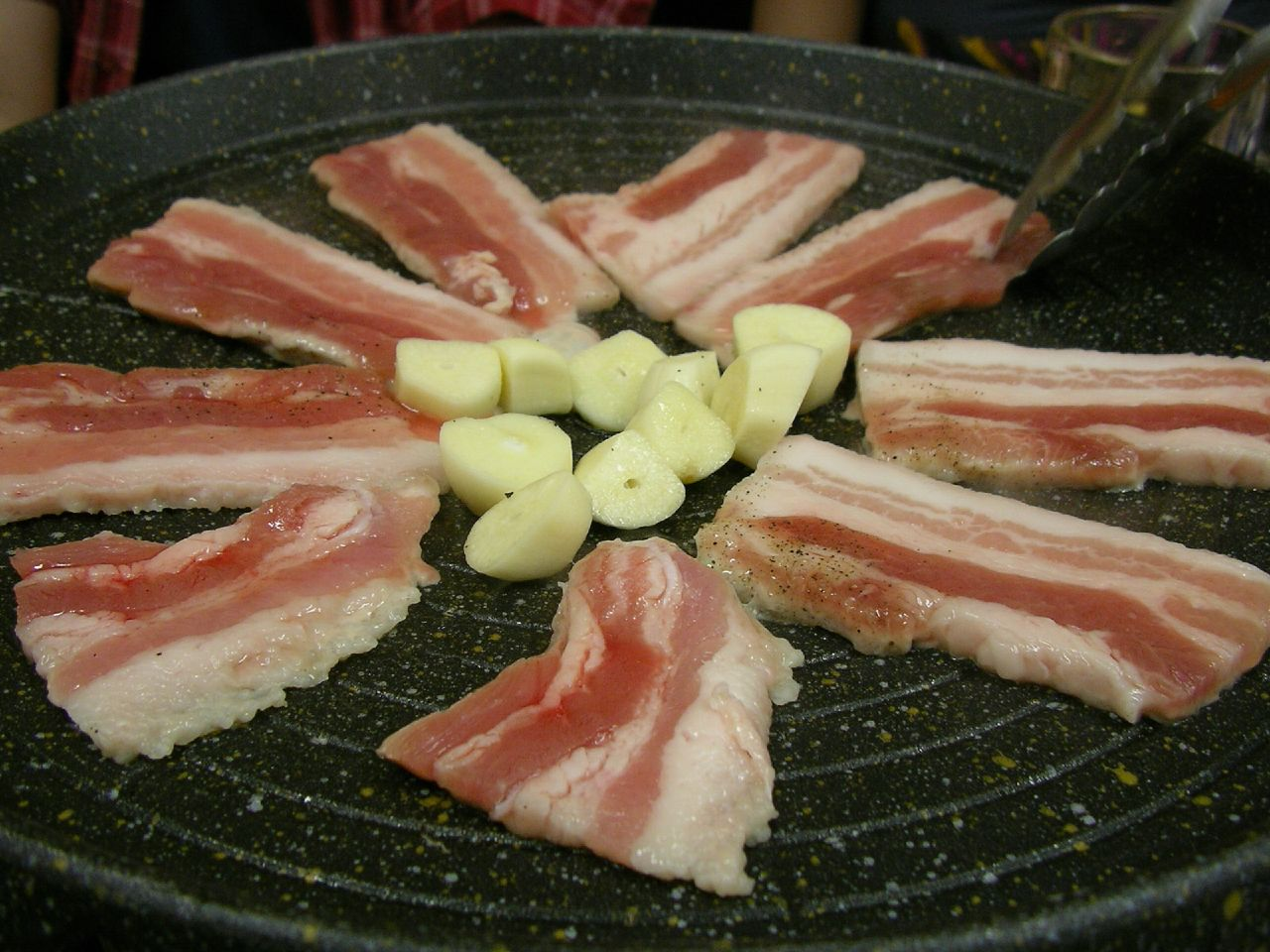
Samgyeopsal

El porc també ha estat una important font de proteïna a Corea. Arxius històrics indiquen que la carn de porc ha estat part de la dieta coreana des de l'antiguitat, tant com la carn bovina.
Certs aliments s'eviten quan es consumeix porc, com ara les campanulàcies (doraji, 도라지) o l'arrel de lotus de l'Índia (yeonn ppuri, 연뿌리), perquè es creu que la combinació d'aquests provoca diarrea. Totes les parts del porc són usades en la gastronomia coreana, incloent-ne el cap, intestins, fetge, ronyons i altres òrgans interns. Els coreans utilitzen aquestes parts amb varietat de mètodes de preparació els quals inclouen al vapor, guisat, bullit i al carbó. Als coreans els agrada especialment la cansalada a la graella, la qual és anomenada samgyeopsal (삼겹살).

### Peixos i marisc

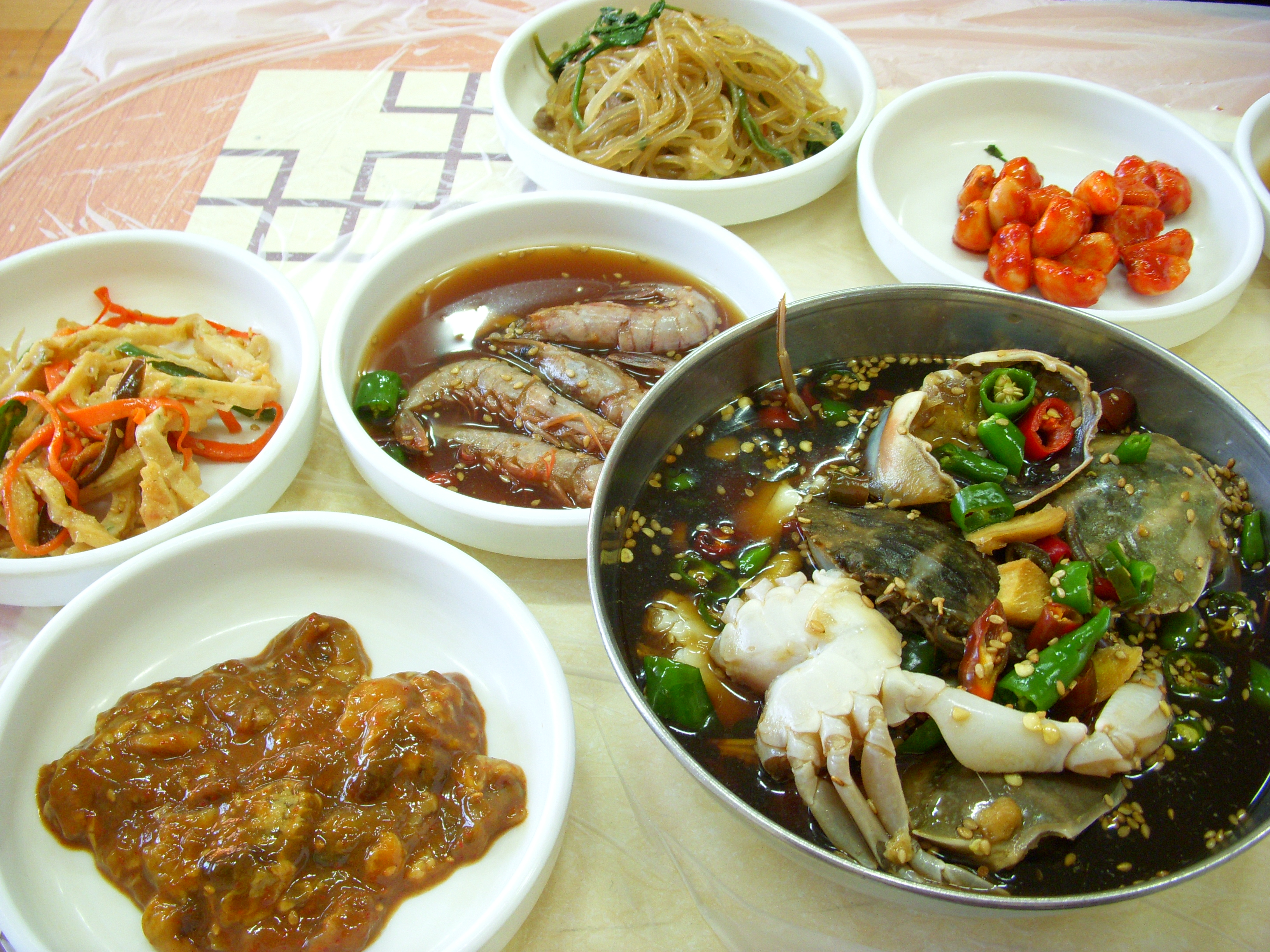
Un bol de gejang, crancs marinats en salsa de soja, i diversos banchan.

El peix i els mariscos han estat una gran part de la gastronomia coreana perquè la península es troba envoltada d'oceans. En il·lustracions del segle xii, es poden veure plebeus consumint una dieta majorment conformada per peix i mariscos, com gambes, cloïsses, ostres, orelles de mar o cobítids. En canvi, altres menges com la carn d'ovella, només era a l'abast de la classe alta. Tant els peixos d'aigua dolça com d'aigua salada són populars, i són servits crus, a la graella, a la planxa, assecats o en sopes i estofats. Els peixos rostits comuns inclouen verat, corbina i areng del Pacífic. Els peixos de roca, gambes, calamars o mol·luscos poden ser saltats o fermentats com jeotgal. El peix pot ser rostit complet o en filets, servit com un dels platets del banchan.
És habitual conservar el peix assecat naturalment per a prolongar els períodes de magatzematge. Fins al segle xx, això va permetre que fossin transportats per llargues distàncies. Els peixos que comunament són assecats inclouen Larimichthys polyactis, anxoves i esciènids. Les anxoves assecades, juntament amb algues marines, conformen la base de les sopes.
Els mariscos es consumeixen en diversos tipus de preparació. Poden ser usats per a preparar brou, consumits crus amb chogochujang, que és una mescla de gochujang i vinagre, o utilitzats com un ingredient popular en moltes receptes. Les ostres crues i altres mariscos es poden servir amb kimchi, la qual cosa millora i varia el sabor. Les gambetes són saltades i usades com a condiment, conegut com saeujeot, per a barrejar també amb kimchi. Les gambes adultes se solen menjar rostides com daeha gui (대하구이), o assecades, barrejats amb vegetals i servides amb arròs. Els mol·luscos que es consumeixen a Corea inclouen el pop i el calamar.

### Aliments medicinals
El boyangshik és una àmplia varietat de menjars especials consumits amb finalitats medicinals, especialment durant la canícula o sambok. Els plats calents consumits es creu restauren el qi (la «força vital»), també proporcionen l'estabilitat física i sexual perduda en l'estiu. Els aliments boyangshik més consumits són: ginseng, pollastre, cabra negra, orella de mar, anguila, carpa, sopes d'os amb vedella, ronyons de porc i carn de gos.

#### Samgyetang

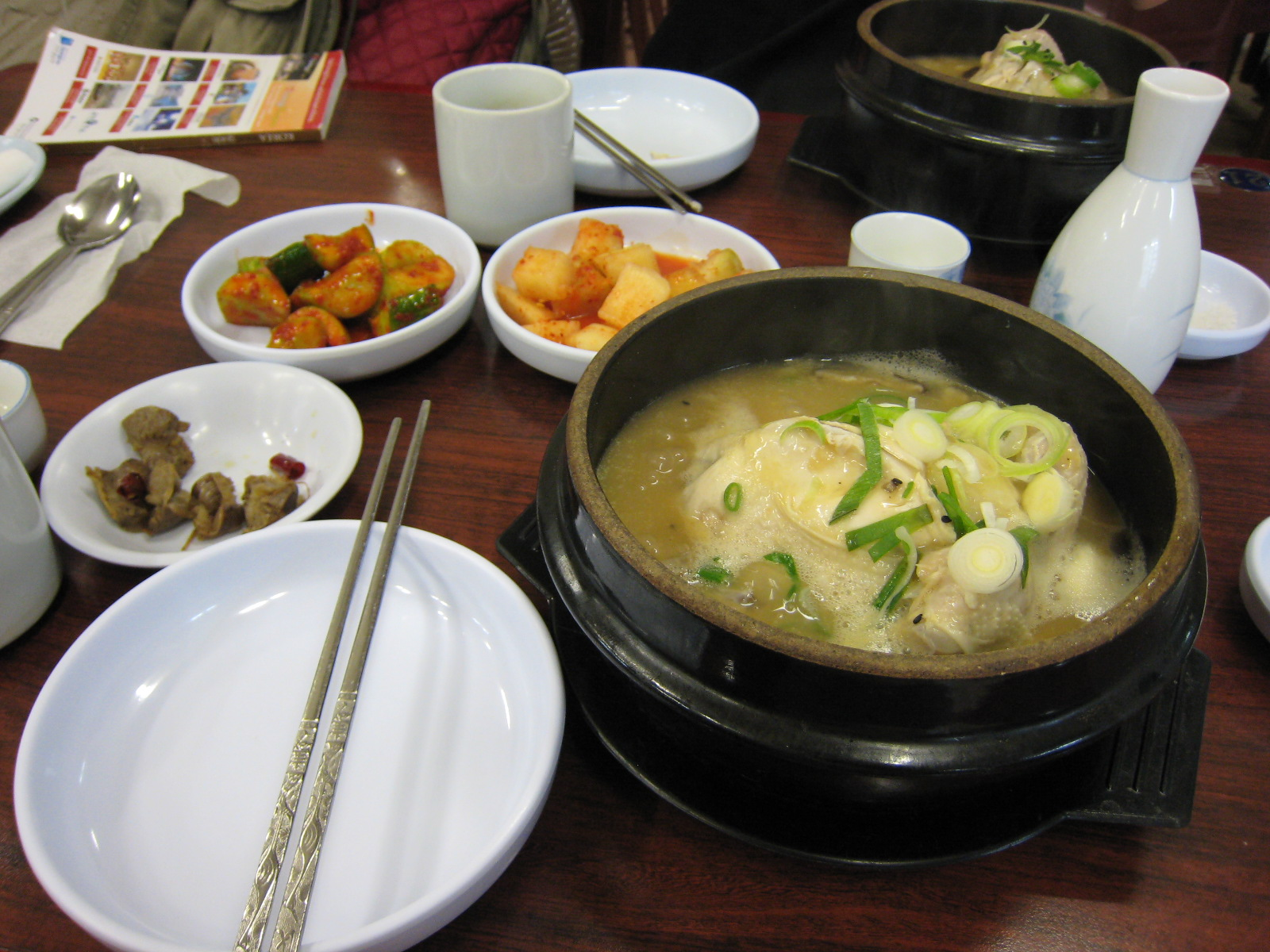
Samgyetang cuinat en un sot.

Es tracta d'un brou de pollastreque s'usa per a augmentar l'energia en la temporada estival de més calor. És feta amb un pollastre farcit de ginseng, all i arròs dolç. El samgyetang és el menjar energètic favorit dels coreans i comunament es prepara en els dies del sambok (삼복) —Chobok (초복), Jungbok (중복) i Malbok (말복)— els més calorosos a Corea.

#### Carn canina

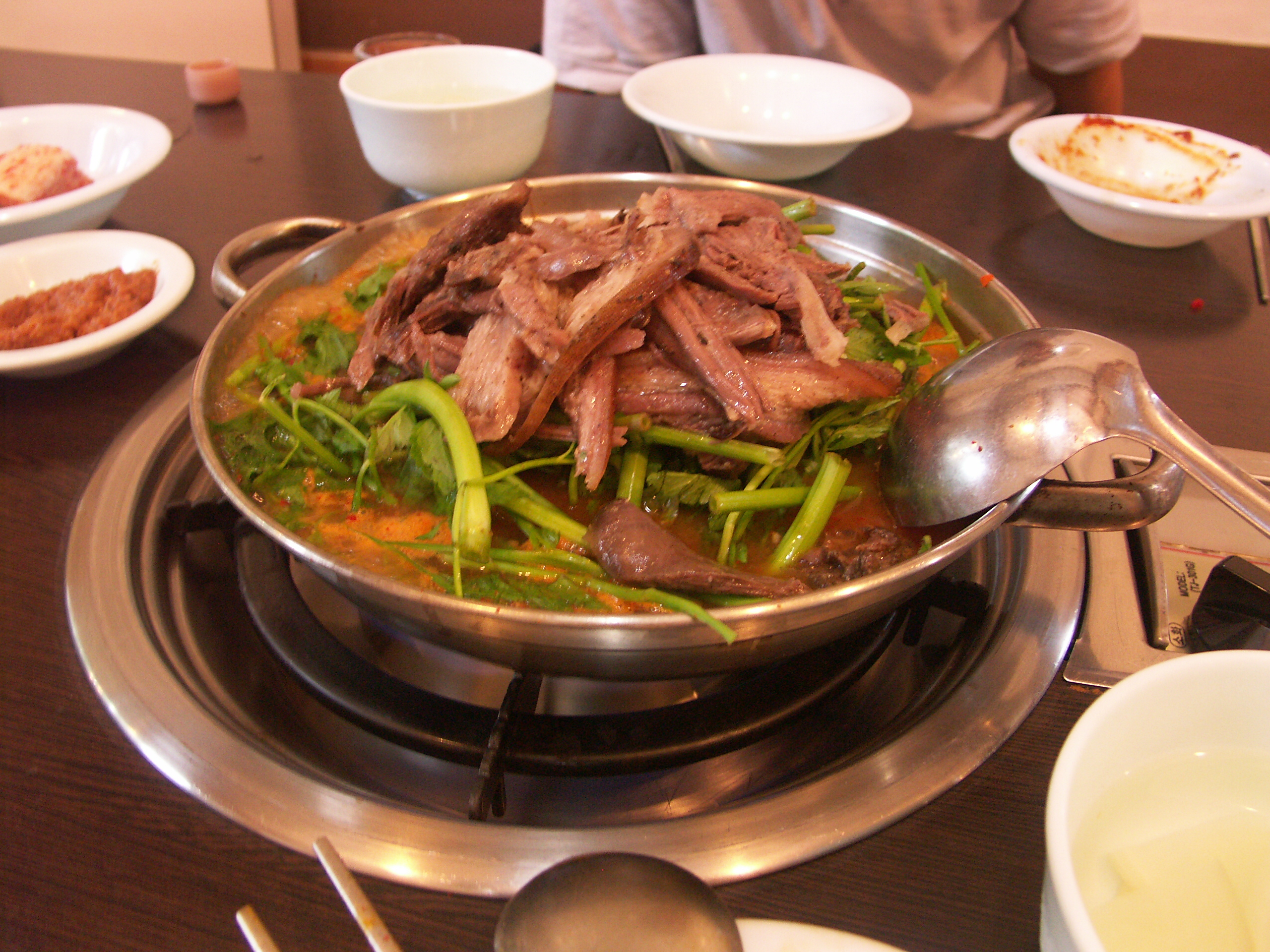
Gaegogi Jeongol, estofat de carn de gos.

La carn de gos (principalment labradors) és considerada tradicionalment una mena de tònic per a la salut, enlloc d'un plat de la dieta ordinària. Als assentaments neolítics de Changnyeong, a la província de Gyeongsangnam-do, s'hi han trobat ossos de gos que havien estat cuinats; mentre que una pintura en el conjunt de tombes de Koguryö, a la província de Hwanghae del Sud (patrimoni mundial de la UNESCO que data del segle iv aC); representa a un gos sacrificat en un magatzem. El poble balhae també gaudia de la carn de gos. Els coreans distingeixen el terme xinès per a gos (견; 犬), que es refereix als gossos com a mascotes, gossos ferals i llops; del terme xinès 구; 狗, que és usat específicament per a indicar la carn pel consum humà.
Al voltant de 1816, Jeong Hak-yu, el segon fill de Jeong Yak-yong, un prominent polític i erudit de la dinastia Joseon, va escriure un poema anomenat Nongga Wollyeongga (농가월령가). És una font important d'informació de la història folklòrica coreana, descriu el que feien les famílies coreanes ordinàries en agricultura cada mes de l'any. En la descripció del mes d'agost el poema parla d'una dona casada que visita als seus pares amb carn de gos bullida, pastís d'arròs i vi d'arròs, mostrant la popularitat de la carn de gos en aquell temps. Dongguk Sesigi (동국세시기), un llibre escrit per l'erudit coreà Hong Seok-mo en 1849, conté la recepta de bosintang que inclou gos bullit, ceba tendra i pebre vermell.
L'any 2024, el govern de Corea del Sud va aprovar una llei que prohibia la cria i sacrifici de gossos per a la indústria alimentària, així com el comerç i consum de la seva carn. La llei té 3 anys de una carència de 3 anys i entrarà en vigor el 2027.

## Plats
Les menjades coreanes poden ser catalogades en grups: aliments bàsics (주식), acompanyaments (부식) i postres (후식). Els bàsics són majoritàriament fets amb cereals; per exemple, bap (un bol d'arròs), juk (farinetes de civada) o guksu (fideus). Els acompanyaments, com els banchan, es basen en la fermentació, resultant en un sabor picant, salat i condimentat. Hi ha regions de Corea que són especialment associades amb algunes receptes (per exemple, la ciutat de Jeonju amb el bibimbap), ja sigui per ser-ne el lloc d'origen o per una varietat regional especialment valorada.

### Sopes i guisats
Les sopes són una part essencial de qualsevol àpat coreà. En la cultura coreana, la sopa sovint se serveix al costat del plat principal, com un acompanyament de l'arròs i juntament amb altres banchan. No obstant, hi ha altres tipus de sopes, receptes tradicionals més elaborades que es coneixen com tang, que són considerades el plat principal.
Les sopes conegudes com guk són habitualment fetes amb carn, peix o marisc, i verdures. Entre les més conegudes, es troben la malgeunguk, que es condimenta amb salsa de soia i porta dauets de carn o peix; la tojangguk, que porta peix i es condimenta amb doenjang (i, opcionalment, gochujang per fer-la picant); la gomguk i gomtang, un consomé amb os, cartílag, cua, llengua i altres parts del bou; o la naengguk, una sopa freda que es pren a l'estiu. El tteokguk, o sopa de pastís d'arrós (tteok), és un dels plats habituals en les festes de cap d'any.
Els guisats, coneguts com jjigae, són servits generalment com acompanyaments, però a diferència dels banchan, se sol servir a taula en la mateixa cassola on s'ha cuinat. La versió més comuna d'aquest guisat és doenjang-jjigae i els ingredients més comuns inclouen vegetals, peix i tofu. Els guisats acostumen a variar durant l'any en funció de les verdures de temporada.

### Kimchi

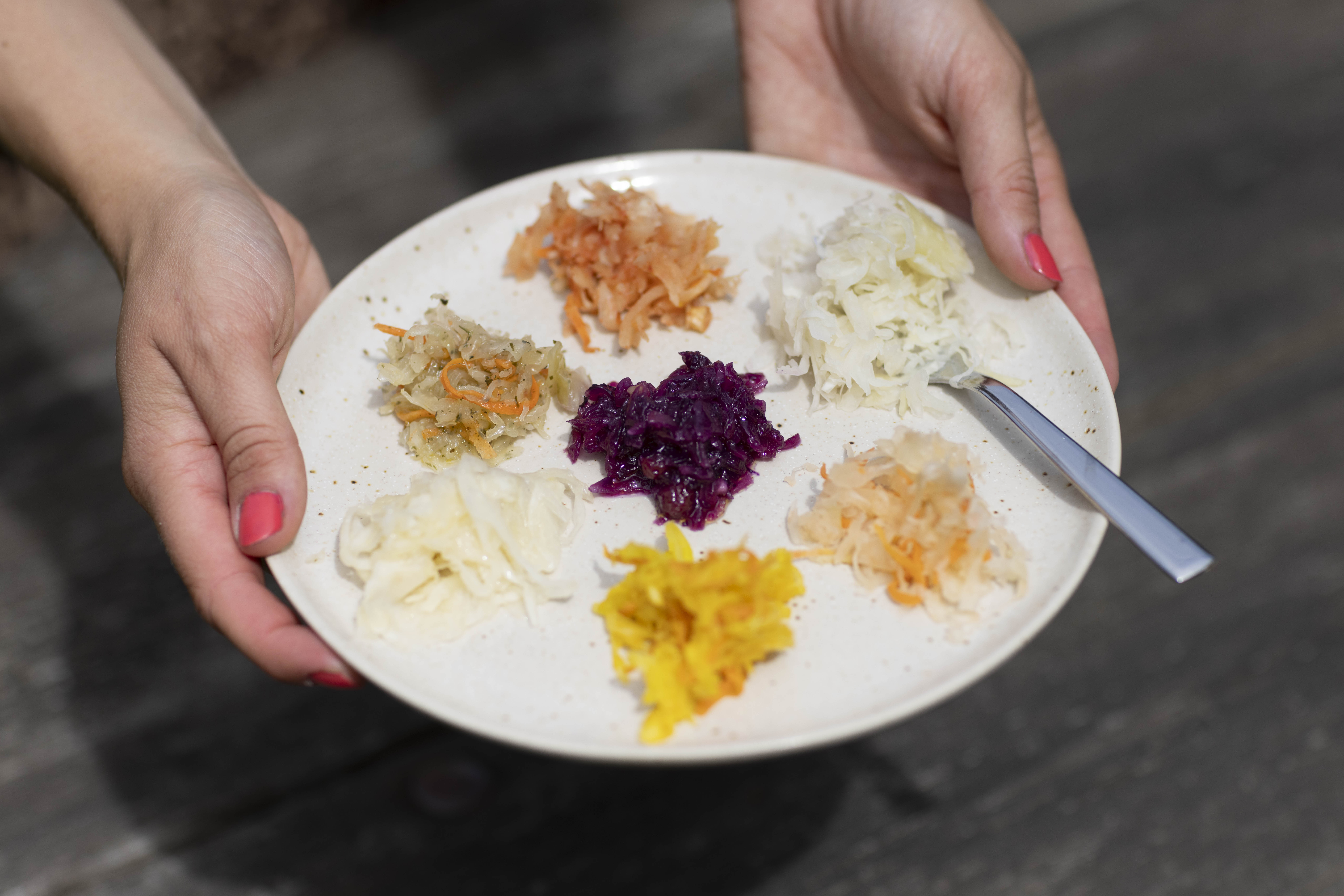
Assortit de kimchi.

és un nom genèric utilitzat per referir-se a una gran varietat d'aliments amb verdures salades i fermentades, típic de Corea. Aquest està preparat principalment a partir de col xinesa (també s'anomena col napa o col baechu en coreà), rave i altres verdures (rave coreà, cogombre... ) salades i condimentades sotmeses a un procés de fermentació. Es prepara en una salmorra de gingebre, all, cibulet i bitxo. Existeixen infinites varietats amb diferents canvis regionals, i és servit com a guarnició o s'afegeix en sopes o arrossos.
El clima a Corea és especialment dur i per aquest motiu, era important conservar els aliments per l'hivern i la manera més popular de fer-ho era mitjançant l'ús de la sal (salaó). Al llarg dels segles, els coreans van dominar la preservació dels aliments mitjançant la salmorra. Els primers escrits coreans sobre conserves daten del període dels Tres Regnes (57 a.C. - 668 a.C.). El kimchi original es fabricava amb raves, ja que es tractava d'un producte local. El primer escrit sobre kimchi prové específicament del període Koryo (918-1392). Durant aquest temps, es comercialitzava molt amb altres regnes; fet que va afavorir la introducció de nous vegetals a Corea, com ara la col xinesa.
Els coreans tradicionalment fan suficient kimchi perquè duri tot l'hivern, doncs el menjar fermentat pot durar per diversos anys. Aquests són guardats en gerros de fang tradicionals conegudes com jangdokdae, encara que amb l'arribada dels refrigeradors, aquesta pràctica s'ha fet menys comuna. El kimchi és ric en vitamina A, tiamina, riboflavina, calci i ferro. El seu component més benèfic es troba en el bacteri lactobacil, que ajuda a la digestió. Els coreans consumeixen en mitjana més de 30 quilograms de kimchi per persona i any.

### Fideus

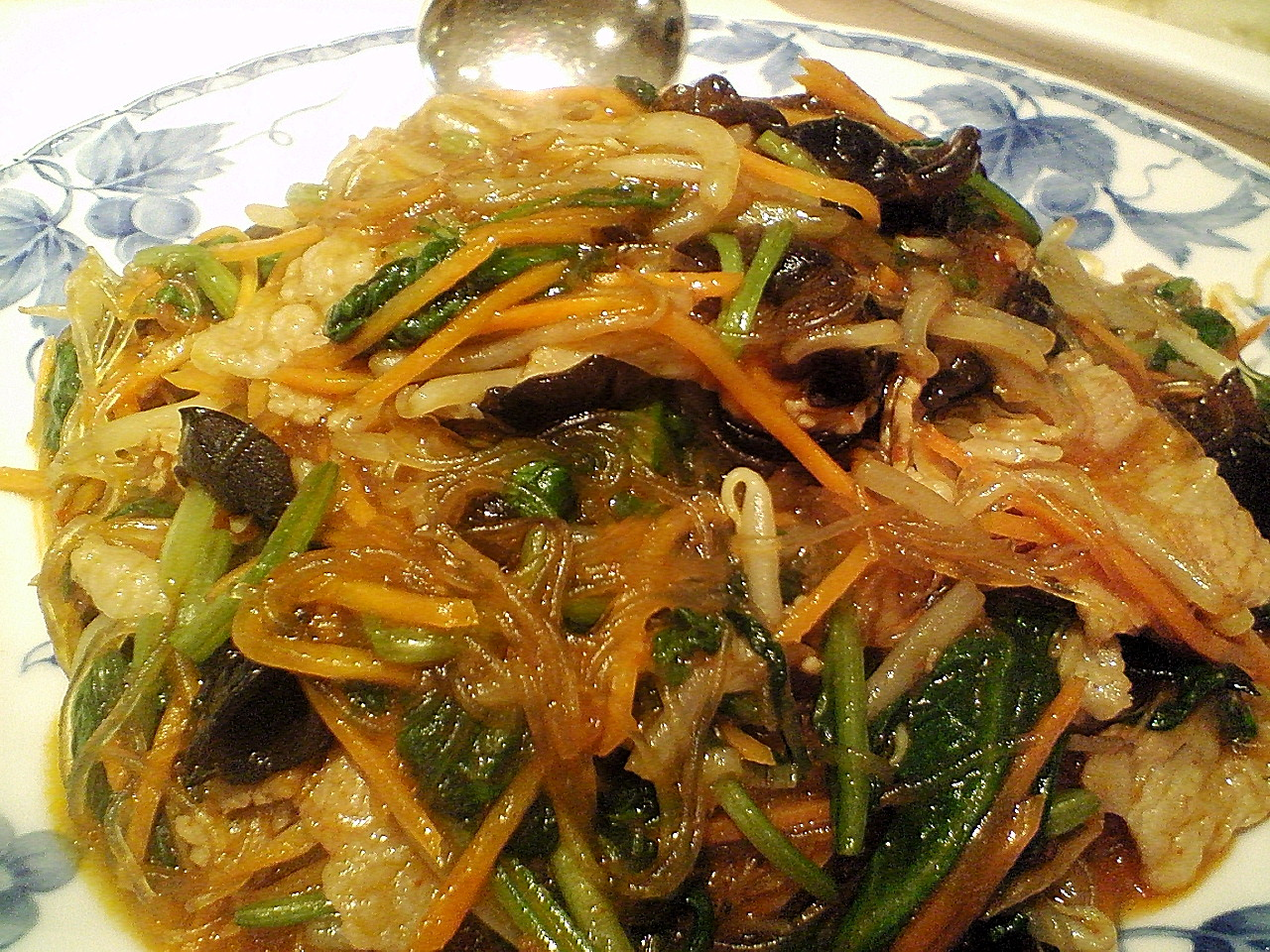
Japchae, fideus coreans amb carn de vedella marinada i verdures, en salsa de soja i oli de sèsam.

Els fideus en la gastronomia coreana són conjuntament coneguts com guksu i han estat consumits a Corea des de l'antiguitat. Com la producció de blat era menor que altres cultius, els fideus de blat (milguksu) no van entrar en la dieta habitaul dels coreans fins mitjan segle xx. Eren menjars especials per a aniversaris, noces o en ocasions favorables perquè la forma llarga i continua s'associava amb la longevitat i amb matrimonis duradors.
A Corea les receptes tradicionals amb fideus són onmyeon o guksu jangguk (fideus amb un brou clar i calent), naengmyeon (fideus de fajol freds), bibim guksu (plat fred de fideus barrejats amb verdures), kalguksu (fideus fets a mà, sovint acompanyats d'anxova assecada i marisc), kongguksu (fideus amb brou de soja fred), japchae (fideus cel·lofana fets de moniato, amb verdures), entre d'altres. En la cort real, la recepta de fideus considerada de major qualitat era el baekmyeon, uns fideus de fajol amb brou de faisà. També es consumia amb freqüència en els mesos d'estiu el naengmyeon, una sopa freda de fideus barrejada amb dongchimi (kimchi de rave) i brou de vedella.
El jajangmyeon és una adaptació d'una recepta xinesa, en la què els fideus van acompanyats per una salsa de mongetes negres usualment fregides amb daus de carn de porc o de marisc i diverses verdures, que inclouen habitualment carabassó i patata. És freqüent menjar-los en paradetes al carrer. Els fideus instantanis, que es poden comprar en qualsevol botiga de queviures, s'han fet molt popular a les ciutats coreanes.

### Banchan
Banchan és un terme col·lectiu que es refereix als platets que se serveixen acompanyant el plat principal de l'àpat. Les sopes i guisats, encara que puguin servir-se com acompanyament, no són considerades part del banchan.
Els gui són platerets de carn o peix a la graella, tot i que també poden trobar-se'n vegetarians. En els restaurants tradicionals, la carn és cuinada al centre de la taula sobre un rostidor de carbó, envoltat de diversos banchan i bols d'arròs individuals. La carn cuinada és llavors tallada en peces petites i embolicada amb fulles d'enciam fresc, amb arròs, all picat, ssamjang (una mescla de gochujang i dwenjang) i altres condiments. El sufix 'gui' és generalment omès en els noms de platerets l'ingredient principal dels quals és la carn, per exemple, el galbi, el nom del qual era originalment galbi gui.
Jjim i seon són els termes genèrics que es refereixen als platerets al vapor o bullits en la gastronomia coreana. Els jjim són de carn, peix o marisc; mentre que els seon són de verdura. Antigament, tots dos es cuinaven al vapor, però ara és habitual cuinar-los amb aigua o brou, fins que el líquid s'evapora del tot.
Hoe és un terme que originalment es referia a qualsevol mena de plat de carn crua; i els més comú són els de peix cru (saengseonh-hoe), que se serveixen tallats finament, amb enciam o fulles de peril·la, i es mengen sucant-los en gochujang o en salsa de soja amb wasabi.
Els Jeon són receptes que poden fer servir diversos ingredients (de kimchi, carn, peix, verdures...) arrebossades en ou i farina i fregides. Un cop a taula, es habitual menjar-las després de sucar-los en una mescla de salsa de soja, vinagre i pebre vermell.
Namul pot ser usat per a referir-se a saengchae (생채, literalment “vegetals frescos”) o orsukchae (숙채, literalment “vegetals calents”), encara que el terme es refereix comunament al segon cas. Aquest assortit de verdures pot resultar en un o més plats dintre del banchan, però també pot ser la guarnició del bibimbap.

### Anju

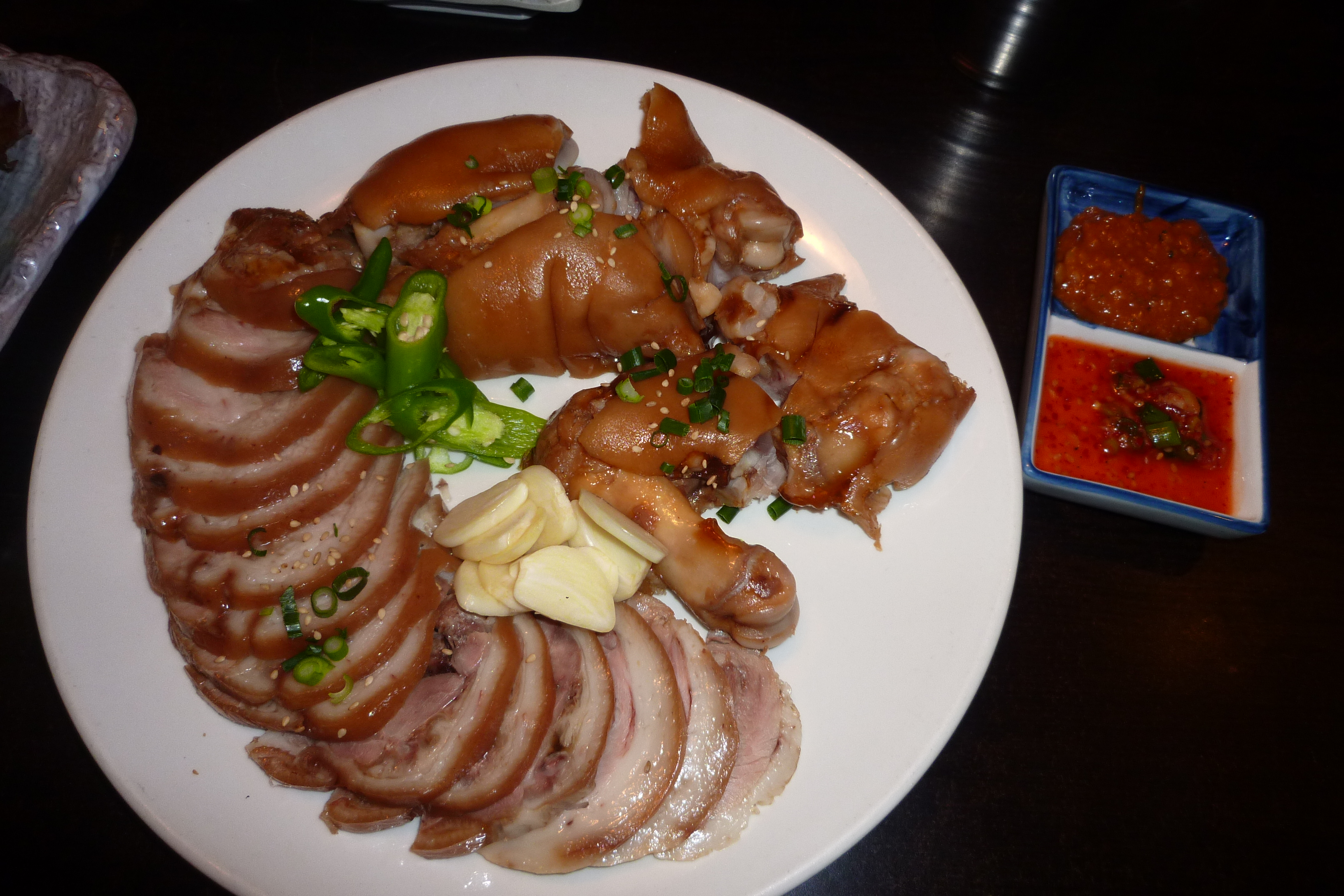
Jokbal

Anju és un terme general per a les tapes coreanes ingerides amb alcohol, ja siguin els autòctons soju i makgeolli, o d'altres, com cervesa. Alguns exemples d'anju inclouen calamars al vapor amb gochujang, fruites assortides, dubu kimchi (tofu amb kimchi), cacauets, kamaboko (surimi curat), sora (uns caragols de mar populars en les paradetes de cuina de carrer) o nakji (petits polps). Hi ha moltes opcions cuinades amb carn de porc: sundae (l'equivalent coreà al botifarró), samgyeopsal (cansalada fregida), dwejigalbi (costelles marinades) o jokbal és carn de porc servida amb saeujeot (peus de porc amb salsa de gambes).

## Begudes

### Begudes no alcohòliques

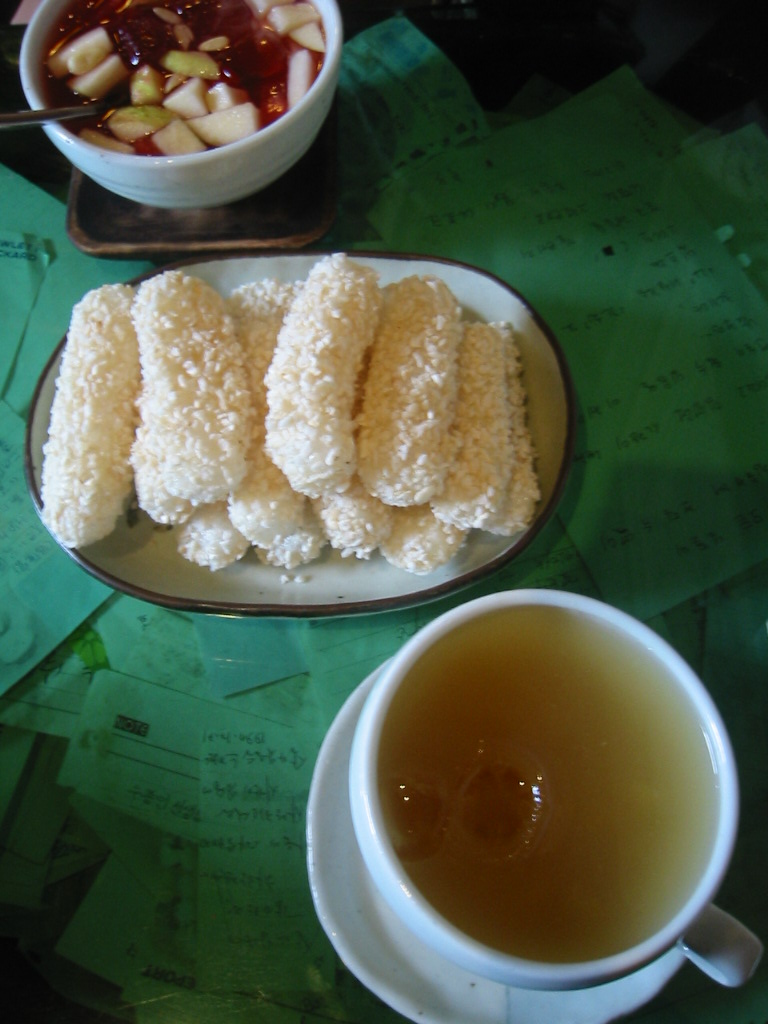
De dalt a baix: hwachae (ponx de fruita), yugwa (snack fregit d'arrós) i sikhye (beguda d'arrós).

Totes les begudes no alcohòliques tradicionals es coneixen com eumcheongnyu (음청류) el que literalment significa "begudes clares". D'acord amb documents històrics respecte a la gastronomia coreana, 193 articles de eumcheongnyu estan registrats.
Les eumcheongnyu poden ser dividides en les següents categories, en funció dels ingredients i formes de preparació: tes, hwachae (ponx de fruites), sikhye (beguda dolça d'arròs), sujeonggwa (ponx de caqui), tang (탕, aigua bullida), jang (장, suc de cereals fermentat, de gust agre), suksu (숙수, beguda feta d'herbes), galsu (갈수, beguda feta d'extracte de fruites, i medicina oriental), aigua aromatitzada, sucs i llet. Entre les varietats el te, hwachae, sikhye, i sujeonggwa són àmpliament consumides; les altres gairebé van desaparèixer cap al final del segle xx.
En la gastronomia coreana, el te, es refereix a diversos infusions d'herbes, no necessàriament fets amb la planta de te (Camellia sinensis). Són fets de diverses substàncies que inclouen fruites (per exemple, yujacha), flors (per exemple, gukhwacha), fulles, arrels i cereals (per exemple, boricha, hyeonmi cha) o herbes i substàncies usades en la medicina tradicional coreana, com el ginseng (per exemple, Insam cha) o el gingebre (per exemple, saenggang cha).

### Begudes alcohòliques
Mentre que el soju és el licor més conegut, existeixen prop de 100 diferents begudes alcohòliques, com a cerveses, vins d'arròs o de fruites, i licors produïts a Corea del Sud. Les cerveses més venudes (el terme coreà per a cervesa és maekju) són les lager, les quals difereixen de les cerveses occidentals en què són elaborades d'arròs i no d'ordi. Per tant, les cerveses coreanes són més lleugeres, dolces i tenen menys escuma que la seva contrapart occidental. El mercat de Corea del Sud és dominat per dues cerveseries, Hite i OB. Taedonggang és una cervesa feta a Corea del Nord, produïda en una cerveseria fundada en Pyongyang des del 2002. Les cerveseries més petites i els bars han augmentat la seva popularitat després del 2002.
El soju va ser originalment fet de cereals, especialment arròs, i ara és també fet de moniato o ordi. El soju fet de cereal és considerat superior (com és el cas del vodka de cereal enfront del de patata). Aquesta beguda conté prop de 22% d'alcohol, i és la beguda favorita dels estudiants de la universitat, homes de negocis i treballadors. Yakju és un licor pur refinat, sortit de la fermentació d'arròs, i el més conegut és cheongju. Takju és un licor espès no refinat fet de cereals, el més conegut és makgeolli, un vi blanc de llet d'arròs tradicionalment consumit a localitats rurals. A més del vi d'arròs, existeixen diversos vins de fruites i cereals en la gastronomia coreana. Acàcia, albercoc japonès, codony xinès, cirera, pinyons i magrana són els més populars. El vi de majuang (una mescla de vinyes coreanes amb raim americà i francès) i vins fets de ginseng també estan disponibles.

## Dolços
Els tradicionals pastissos d'arròs, tteok, i la rebosteria coreana hangwa són consumits com a llaminadures durant vacances i festivals.

### Tteok

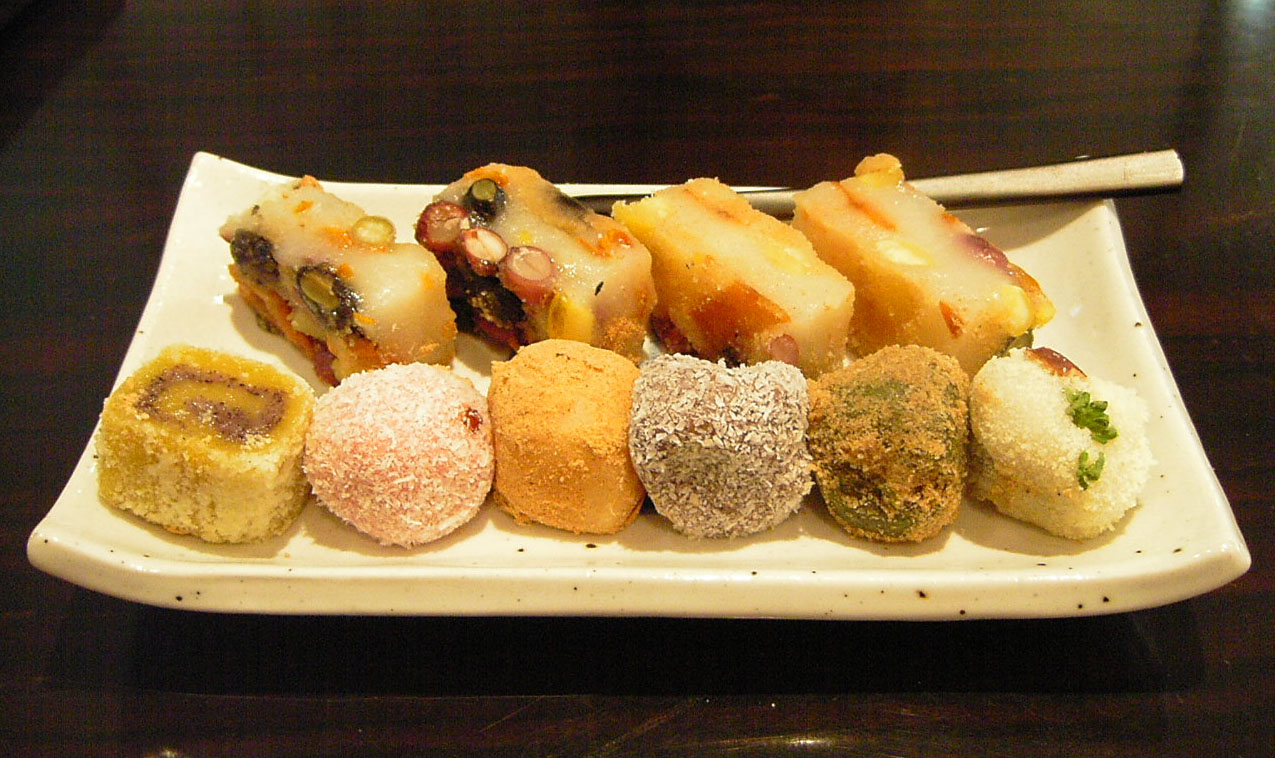
Tteok

Per tteok es coneix a tota una gamma de pastissos fets amb farina d'arròs (메떡, metteok), farina d'arròs glutinós (찰떡, chaltteok) o d'arròs glutinós sense moldre. Poden trobar-se amb farcit o amb cobertura d'una pasta endolcida de mongeta mung, pasta de mongetes vermelles (anko), puré de mongetes vermelles, panses, un farciment endolcit fet amb llavors de sèsam, confitura de carabassa, gínjols, pinyons o mel. Les agulles de pi poden ser usades per a donar sabor durant el procés de coure al vapor.
El Tteok és usualment servit com a postres o per fer un mos entre hores. Entre els més coneguts, es troben el yaksik, fet amb arròs glutinós, castanyes, pinyons i gínjols, entre altres ingredients; el chapssaltteok és un tteok farcit de pasta de mongetes dolça. El songpyeon és una de les varietats més populars que es preparen per a la festa de Chuseok, a la tardor.

### Hangwa

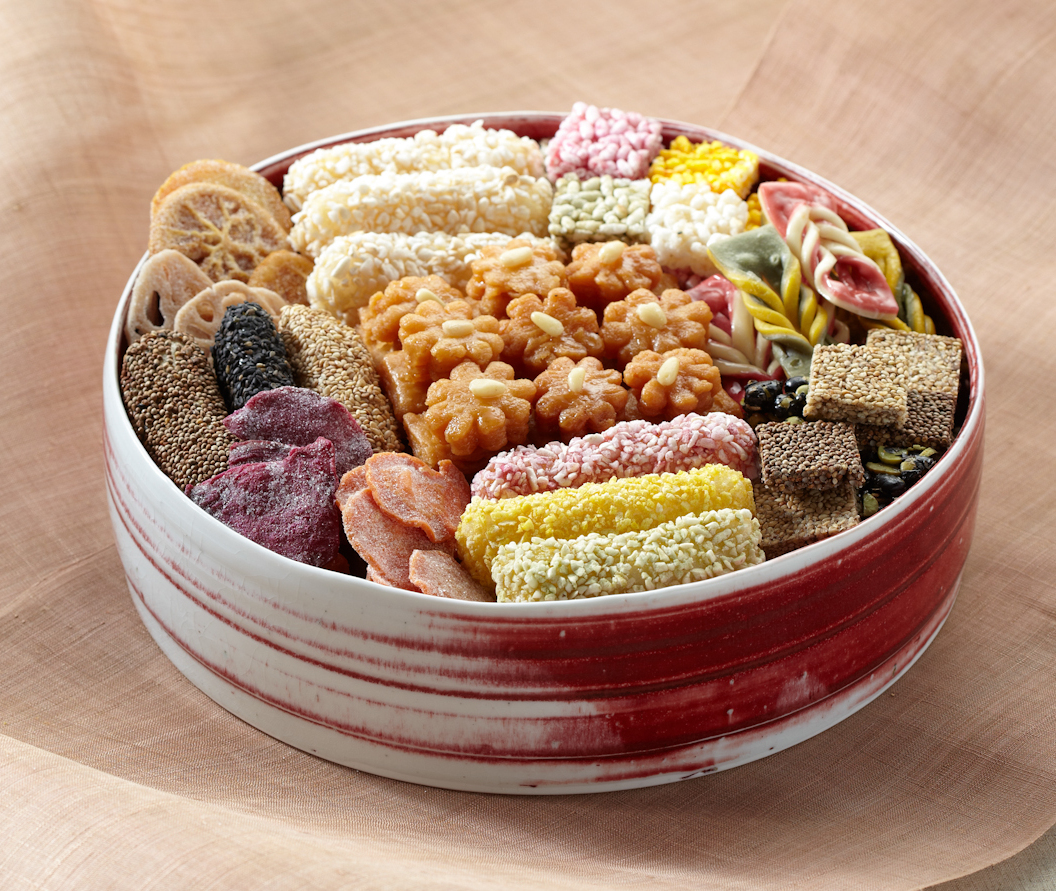
Assortit de hangwa

D'altra banda, el hangwa és un terme general que es refereix a tots els tipus de rebosteria tradicional de Corea. Els ingredients del hangwa consisteixen principalment de farines de cereals, mel, yeot (semblant al caramel) i sucre, o de fruites i arrels comestibles. Es divideix en yumilgwa, suksilgwa, jeonggwa, gwapyeon, dasik i yeot.
Yumilgwa és fet de peces de massa fregida, com el maejakgwa (unes postres amb forma d'anell fet de farina de blat, oli vegetal, canyella, suc de gingebre, melmelada i pinyons) o el yakgwa (literalment “pastís medicinal”, és un bescuit fet de mel, oli de sèsam i farina de blat). Suksilgwa és fet de fruites, gingebre o nous, bullides en aigua, que després es barregen en una massa que servirà per a fer figuretes. Jeonggwa és fet de fruites bullides, arrels de plantes i llavors, amb mel, mulyeot o sucre; que recorda a una confitura. Gwapyeon és un dolç similar a la gelatina, fet de fruites àcides bullides, midó i sucre. Dasik són unes pastes que se serveixen per acompanyar el te, fetes de farina d'arròs pastada, mel, i diversos tipus de farines de nous, herbes, sèsam, o gínjols. Yeot és un dolç tradicional coreà —hi ha versió líquida i sòlida— fet d'arròs al vapor, arròs glutinós, sorgo glutinós, blat de moro, moniato o una mescla de grans.

## Variants

### Menjars regionals

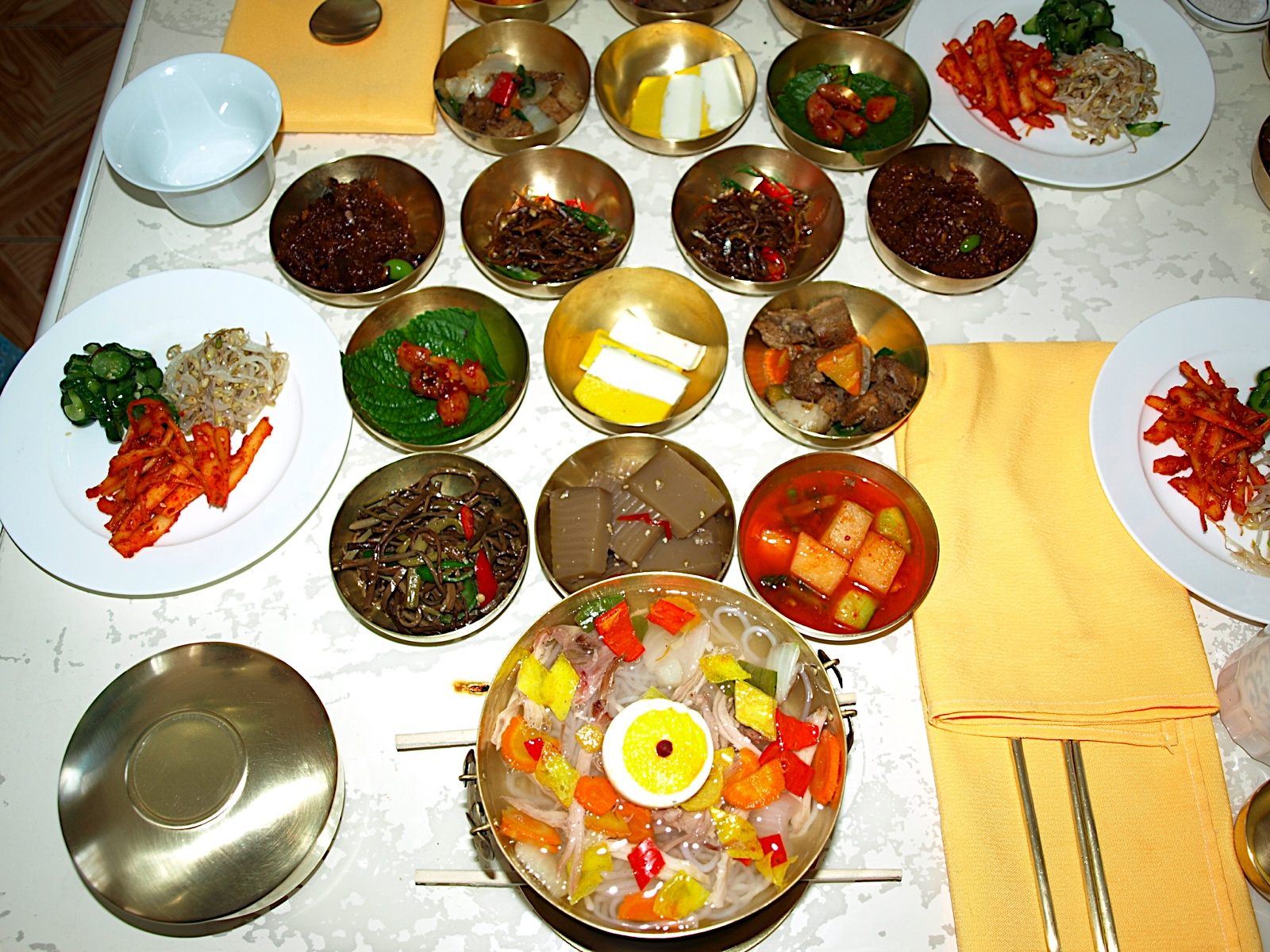
Un menjar tradicional en Kaesong, Corea del Nord

El menjar regional coreà (hyangto eumsik) són caracteritzats per especialitats locals i estils de cuina diferenciats. Les divisions reflecteixen les fronteres històriques de les províncies, on aquests aliments i tradicions culinàries són preservades fins als temps moderns. Encara que Corea ha estat dividida en dues nacions des de 1948 (Corea del Nord i Corea del Sud), la divisió històrica es fa vuit províncies (paldo) d'acord amb els districtes administratius en la dinastia Joseon. La regió nord incloïa les províncies Hamgyong, Pyongan, Hwanghae; la central contenia les províncies Gyeonggi, Chungcheong i Gangwon; mentre que Gyeongsang i Jeolla conformaven la regió sud.

Fins al segle xix , les xarxes de transport no estaven ben desenvolupades, i cada província preservava els seus propis sabors característics i mètodes de cocció. Les diferències geogràfiques també estan reflectides per les especialitats locals, depenent del clima i el tipus d'agricultura, així com dels aliments naturals disponibles. Amb el desenvolupament modern dels transports i la introducció d'aliments estrangers, els menjars regionals coreans han tendit a convergir.

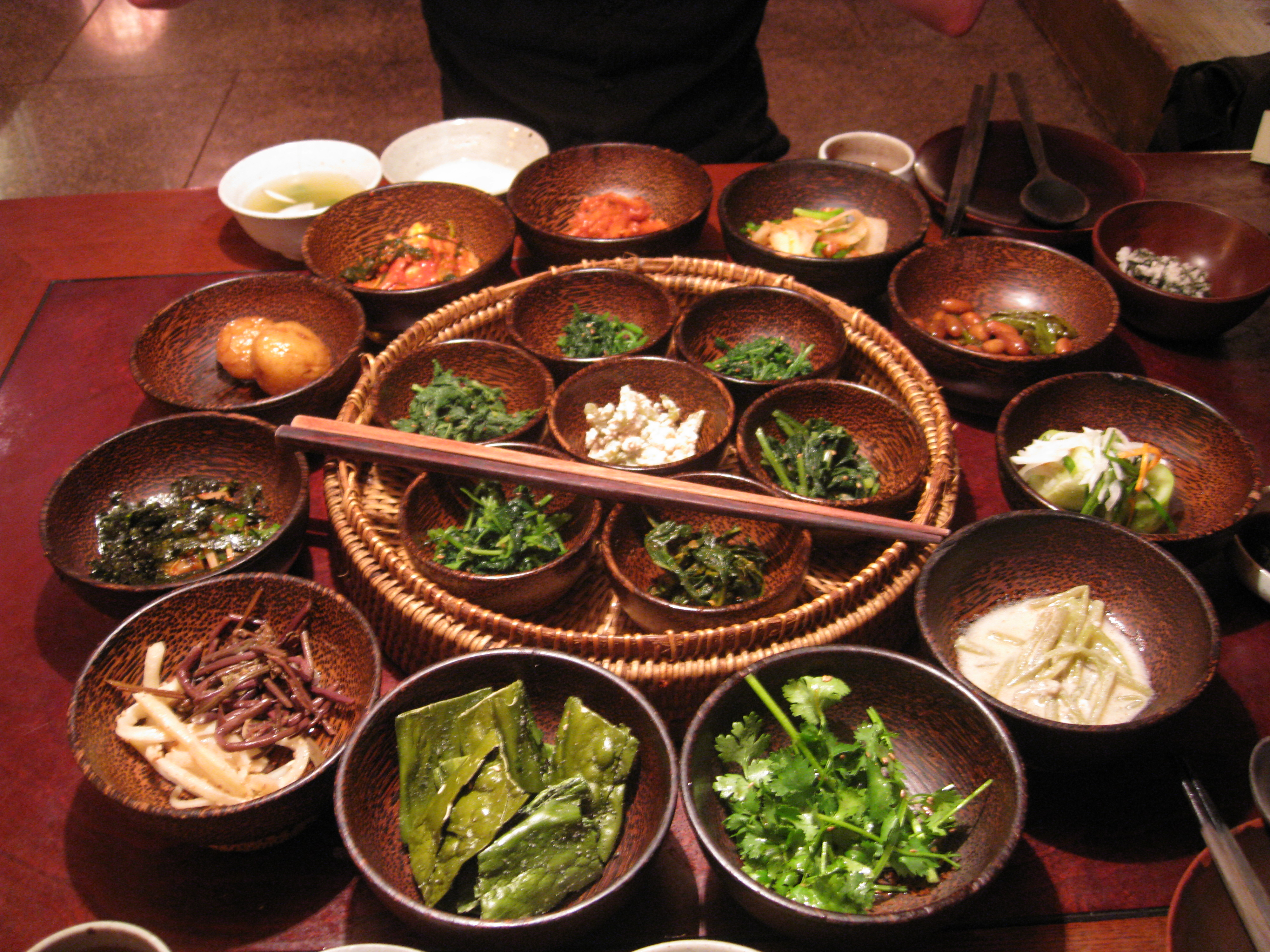
Gastronomia de temple coreà en un restaurant de Seül.

### Menjar budista
El menjar dels temples coreans es va originar en els temples budistes de la península. Des que la introducció del budisme, les tradicions budistes han influenciat fortament els àpats coreans. Durant el període Silla (57 a.C.- 935 d.C), plats com el chalbap (찰밥, un bol d'arròs glutinós cuit), yakgwa (unes postres fregides) o yumilgwa (una massa dolça fregida) eren servits en els altars budistes. Durant la dinastia Goryeo, van fer-se comuns el sangchu ssam (embolcalls d'enciam farcit amb diversos ingredients), yaksik i yakgwa, que després es van propagar a la Xina i altres països. A partir de la dinastia Joseon, la cuina budista va adaptar-se a la cuina de cada regió.
La cuina de la cort reial també va estar fortament vinculada a la cuina del temple. En el passat, quan les criades de la cort real, sanggung, preparaven els àpats del monarca, es feien grans havien de deixar el palau. Per subsistir, moltes s'incorporaven als temples. Com a resultat, les tècniques culinàries i receptes de la cuina real van ser integrades amb la cuina budista.

### Menjar vegetarià
La cuina vegetariana de Corea podria estar unida a les tradicions budistes que influencien la cultura coreana d'ençà la dinastia Goryeo. Hi ha centenars de restaurants vegetarians a Corea, encara que històricament han estat restaurants locals, desconeguts per als turistes. Molts tenen bufet, amb menjar fred, kimchi vegetarià, i tofu sent els principals ingredients. El bibimbap és un plat comú que es pot adaptar a la cuina vegana i vegetariana. Els menús canvien amb les temporades. S'hi pot trobar vi sense alcohol i tes delicats. De fet, la cerimònia del te a Corea  —que va començar amb les influències budistes— és adequada per a tots els vegetarians i vegans.

### Festes i cerimònies

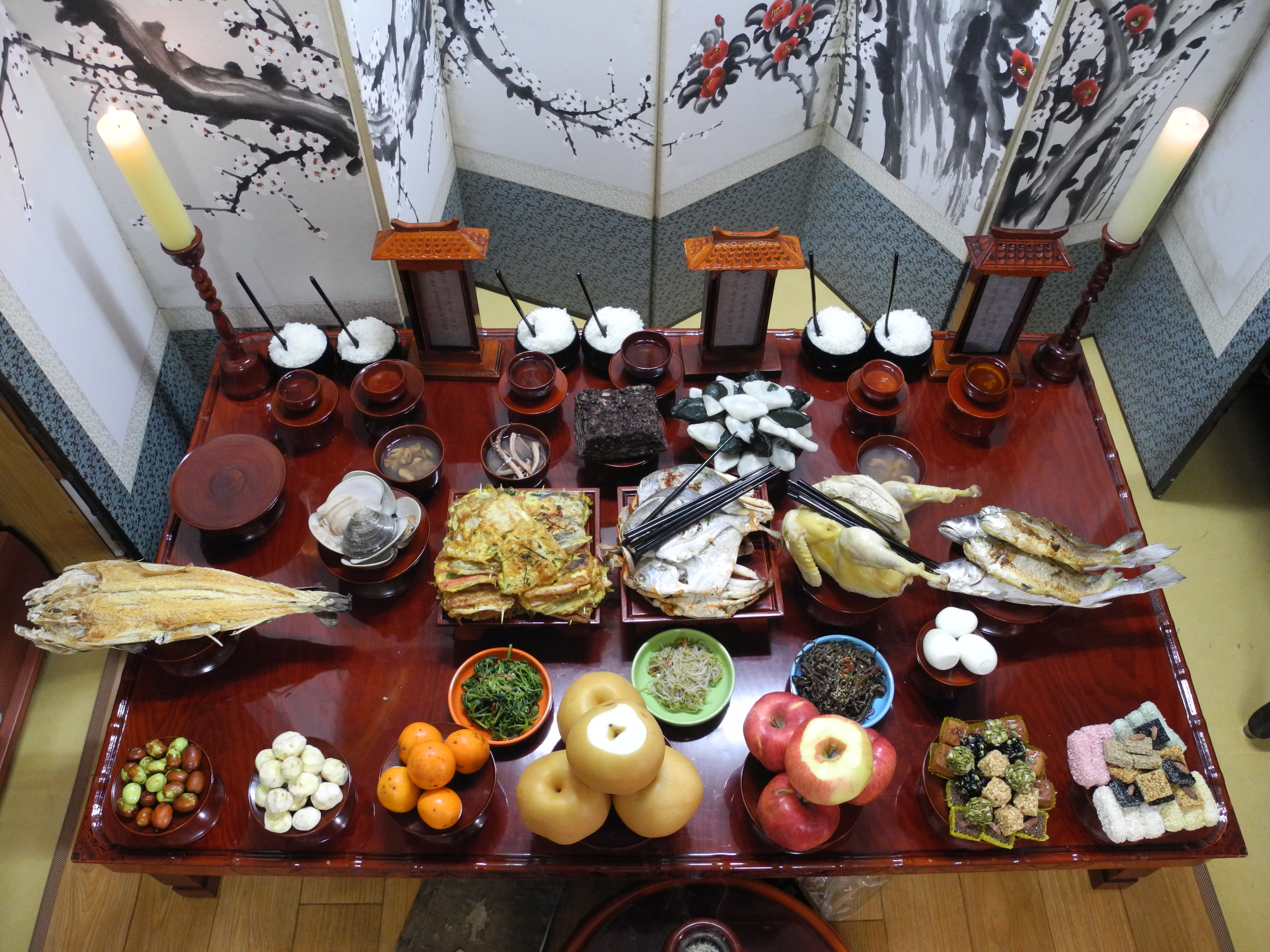
Taula preparada per a la festa de Chuseok, que commemora el final de l'estiu i de l'època de collita.

El menjar és una part important de les tradicions de les famílies coreanes en cerimònies, les quals estan principalment basades en el confucianisme. Els banquets dels Gwan Hon Sang Je (관혼상제; 冠婚喪祭), les quatre grans cerimònies que celebren la vida d'una persona (majoria d'edat, casament, defunció i la veneració dels difunts); són considerats especialment importants i elaboradament desenvolupats. Tot i el seu context tradicional, continuen marcant la vida dels coreans fins a aquests dies. El menjar cerimonial a Corea s'ha desenvolupat amb variacions en les diferents regions i cultures.
Per exemple, els rituals són principalment realitzats en els aniversaris dels difunts, anomenat jesa. El menjar del ritual inclou arròs, licor, sopa, vinagre i salsa de soja (primera fila), fideus, broquetes, plats vegetals i peix (segona fila); tres tipus de sopa calenta, plats de vedella i vegetals (tercer fila); fruita deshidratada, kimchi i begudes d'arròs dolç (quarta fila); i una varietat de fruites (cinquena fila).

### Menjar al carrer
A Corea del Sud, és habitual menjar al carrer en furgoteques (pojangmacha) a un preu assequible, o demanar allà i emportar-s'ho a casa o a la feina. De nit, aquests establiments tanquen amb lones un petit recinte annex a la furgoneta, per resguardar la clientela de la fresca que poden gaudir del sopar confortablement. El menjar del carrer inclou principalment hotteok (creps), bungeoppang (la versió coreana del taiyaki japonès), gimbap (semblant als makis) i tteokbokki (pasta feta d'arròs). També són habituals: sundae (botifarró), twigim (una massa dolça fregida), eomuk (bunyols de peix), gyeran-ppang (pa d'ou), hoppang (entrepà farcit de pure de fesols), dak-kkochi (broquetes de pollastre i ceba d'hivern), beondegi (cucs de seda saltats amb salsa de soia) o dalgona (piruletes).

## Gastronomia de la cort reial coreana

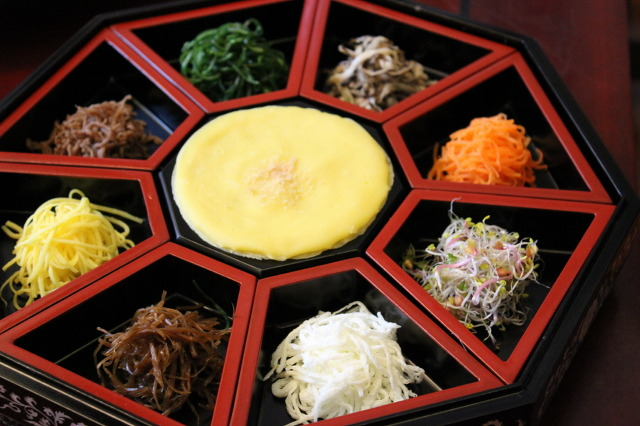
El gujeolpan se serveix en una safata amb 8 divisions per als farcits i un espai central per a les pancakes.

Conegut col·lectivament com a gungjung eumsik durant l'era premoderna, els aliments a palau reflectien la naturalesa opulenta dels passats governants de la península coreana. Aquesta s'evidencia en exemples des del regne de Silla, quan es va crear a Gyeongju el complex d'Anapji, amb múltiples pavellons i sales amb l'únic propòsit de banquets opulents. La reialesa tenia les més exquisides especialitats regionals, que rebien a palau. Així, els àpats cuinats per a la família reial no variaven significativament amb el pas de les estacions, com sí passava a les cases del poble ras, sinó que ho feia a diari. Cadascuna de les vuit províncies estava representada cada mes al palau reial per ingredients, la qual cosa donava als cuiners un ampli assortiment per als àpats reials.
La cuina de la cort de Joseon té alguns plats característics que han arribat als nostres dies. És el cas del sinseollo, una olla calenta de verdures, fruits secs, plantes aromàtiques, marisc i carn en brou; el gujeolpan, diferents farcits que es mengen en un minipancake; l'eomandu, una mena de gyoza farcida de peix blanc; o el tangpyeongchae.